# Polinizador

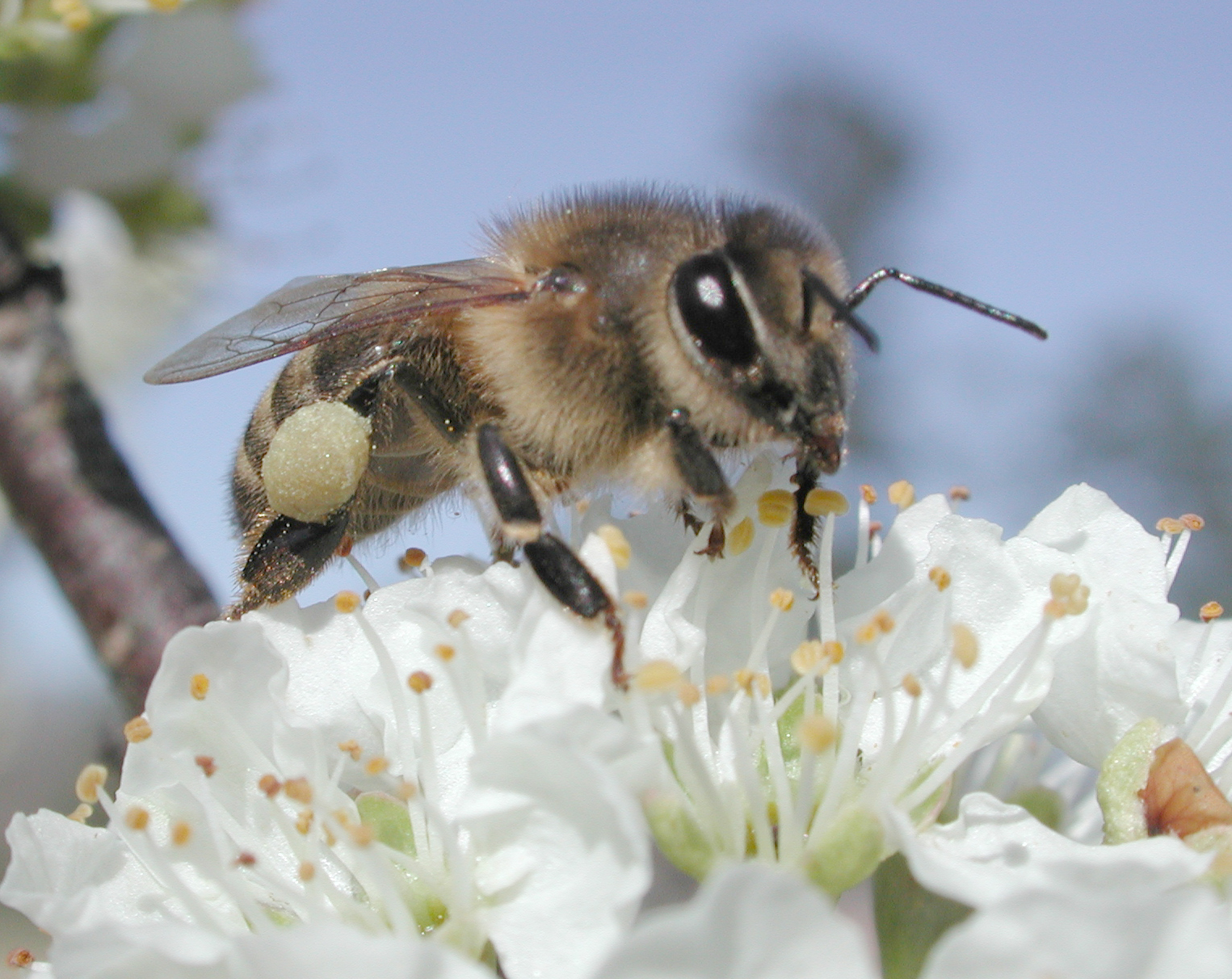
Abeja Apis mellifera con polen

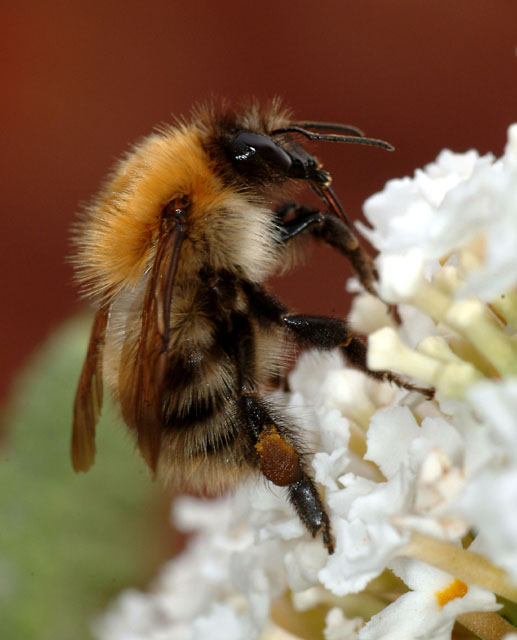
Abejorro común Bombus sp.

Un polinizador es un vector animal que traslada polen de la antera al estigma permitiendo que se efectúe la unión del gameto masculino en el grano de polen con el gameto femenino del óvulo, proceso conocido como fertilización o singamia.
La antecología es el estudio de la polinización, así como de las relaciones entre las flores y sus polinizadores.

## Tipos de polinizadores
La vasta mayoría de los polinizadores pertenece a uno de los cuatro grupos mayores de insectos. Éstos son: Hymenoptera (abejas, avispas y hormigas), Diptera (moscas y mosquitos), Lepidoptera (mariposas y mariposas nocturnas o polillas) y Coleoptera (escarabajos). Algunos insectos pertenecientes a otros grupos también son polinizadores. Finalmente hay varios pájaros y mamíferos que actúan como polinizadores, especialmente en regiones tropicales y hasta existe una especie de lagartija polinizadora.

### Hymenoptera

#### Abejas
Los polinizadores más eficientes son las abejas de numerosas especies, en especial la abeja melífera o abeja doméstica. Las abejas están altamente adaptadas a la polinización porque, a diferencia de sus parientes las avispas que son carnívoras, las abejas son herbívoras y dependen de las flores para alimentar a sus crías. A su vez numerosas flores están adaptadas a las visitas de las abejas por su aroma, color, diseño, etc. Es un caso de coevolución.
Son de notar las siguientes adaptaciones:

##### Pelos
Las abejas son velludas, con pelos plumosos, no simples; además llevan carga electrostática. Todo esto contribuye a que el polen se adhiera a sus cuerpos.

##### Equipo para colección de polen
Unas pocas especies de abejas más primitivas acarrean el polen, mezclado con néctar en el buche. Pero las demás abejas tiene órganos especializados. La escopa es un cepillo que consiste de abundantes setas largas. En la mayoría de las especies las scopas están localizados en las patas posteriores, pero en las abejas de la familia Megachilidae se encuentran en la parte ventral del abdomen. Las abejas domésticas, los abejorros y otras abejas relacionadas con éstas, de la familia Apidae poseen órganos más especializados que las scopas, llamados corbículas (o canastas de polen) en las patas posteriores. Además de polen las abejas cosechan néctar, que es un alimento altamente energético por su contenido en azúcar. El polen, en cambio es rico en proteínas y una buena fuente de nutrición para las larvas.

##### Aparato bucal
Las piezas bucales están adaptadas a succionar el néctar, con componentes alargados, formando un tubo. Sin embargo, es un tubo muy diferente al de los lepidópteros. Las abejas consideradas más primitivas tienen una “lengua” corta y solo pueden libar néctar de flores con corola abierta. Las abejas más especializadas, de la familia Apidae, tienen una “lengua” larga que llega a partes de flores más profundas.

##### Órganos de los sentidos
Los órganos visuales y del olfato de las abejas están adaptados a encontrar e identificar a las flores por sus perfumes, colores y diseños. Las antenas son órganos olfatorios. Los ojos perciben la luz ultravioleta y muchas flores tienen diseños que solo son visibles con este tipo de visión.
La mayoría de las especies de abejas son solitarias, es decir, cada hembra cuida a sus propias crías. Solo unas pocas especies viven en colonias o colmenas y tienen numerosas obreras que comparten las tareas. Son las abejas eusociales; el mejor ejemplo de ellas es la abeja melífera. Las abejas eusociales necesitan grandes cantidades de néctar y polen; visitan numerosas flores, por eso son polinizadores muy eficientes.
Algunas especies de abejas pueden colectar néctar y polen de gran variedad de flores; otras son bastante específicas en sus preferencias por polen, son “oligolécticas”.
Los machos de las abejas de las orquídeas o Euglosinas coleccionan aromas florales que usan para atraer a las hembras y, de esta manera, polinizan ciertas especies de orquídeas. Las hembras de este grupo polinizan otras flores de la forma habitual.
Otro ejemplo de coadaptación especial es el de las orquídeas Ophrys de Europa y los machos de ciertas especies de abejas (o de avispas). La flor presenta la apariencia y un aroma similar a las feromonas de las hembras de tales especies de abejas (mimentismo) y los machos tratan de aparearse con ellas.

#### Avispas

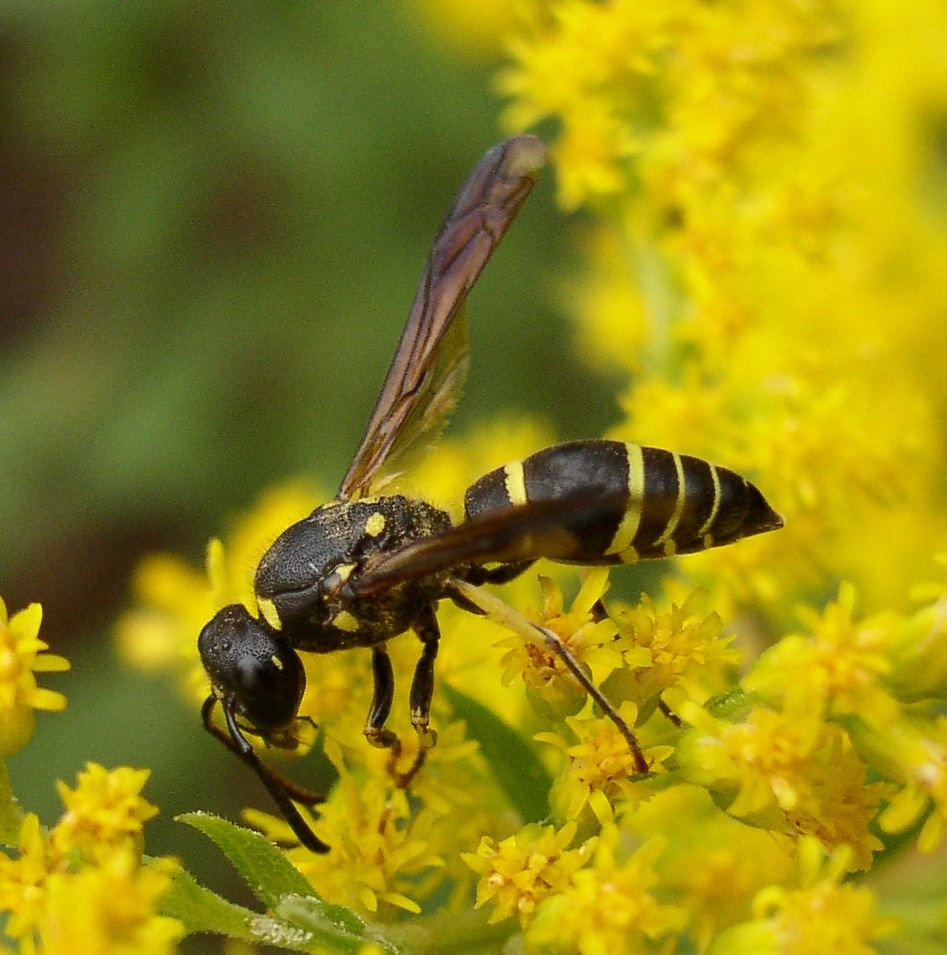
Avispa alfarera. Ancistrocerus antilope

A diferencia de las abejas, las larvas de avispas se alimentan principalmente de insectos o arañas. Sin embargo, los miembros de este grupo también visitan numerosas flores para libar el néctar por su valor energético. Este es un grupo con numerosas especies que incluye a las “avispas” parasíticas y las “verdaderas” avispas tales como las de las familias Sphecidae y Vespidae.
Algunos ejemplos de especializada coadaptación son las avispas que visitan a las orquídeas Ophris, ya mencionadas. Otro ejemplo es el de las avispas de los higos (familia Agaonidae). Este es un caso muy particular en que la avispa hembra penetra el pequeño higo, en cuyo interior se encuentran numerosas y diminutas flores. Pone sus huevos en algunas de las futuras semillas y visita las otras depositando el polen que trajo del higo en donde nació.

#### Hormigas
Las hormigas viven en colonias, es decir que son insectos sociales; visitan flores frecuentemente y chupan néctar. Sin embargo, muy pocas son polinizadoras; las obreras no tienen alas así que no llegan lejos y raramente visitan diferentes plantas; solo en el caso de algunas plantas rastreras, por ejemplo Euphorbia, pueden efectuar la polinización cruzada.

### Diptera

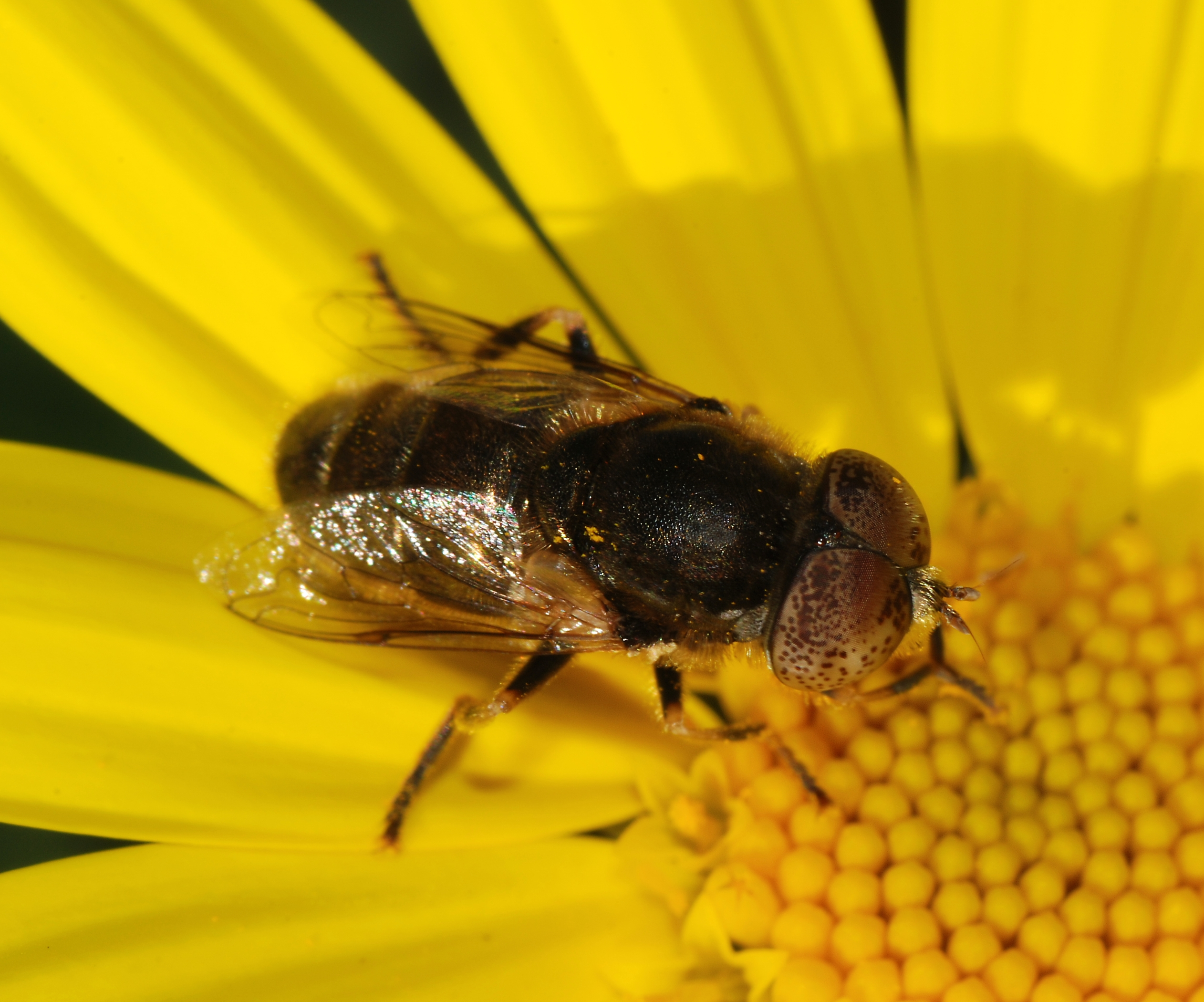
Mosca de las flores Eristalinus aeneus

Hay muchas moscas o dípteros que son polinizadores, en especial las moscas de las flores, de la familia Syrphidae. Visitan flores de corola abierta principalmente por el néctar, pero también por el polen, especialmente las hembras que necesitan proteína para la maduración de sus huevos. No están tan bien adaptadas a la polinización como las abejas, no son tan vellosas ni tienen órganos para transporte de polen, pero también efectúan la polinización.

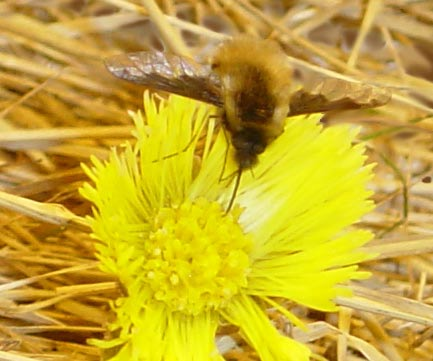
Bombylius major

Las moscas de las familias Empididae y Bombyliidae (especialmente estas últimas) tienen una larga probóscide que les permite llegar al néctar de flores tubulares, profundas y son polinizadores importantes de tales flores.
Ciertas plantas están exclusivamente adaptadas a la polinización por moscas. Las atraen con engaño, tienen olores y color y apariencia de carne podrida y las moscas carroñeras o moscas de la carne depositan sus huevos allí. Otras flores huelen como hongos y atraen a otro tipo de moscas. Las flores del cacao son polinizadas por unas pequeñas mosquitas de la familia Ceratopogonidae.

### Lepidoptera

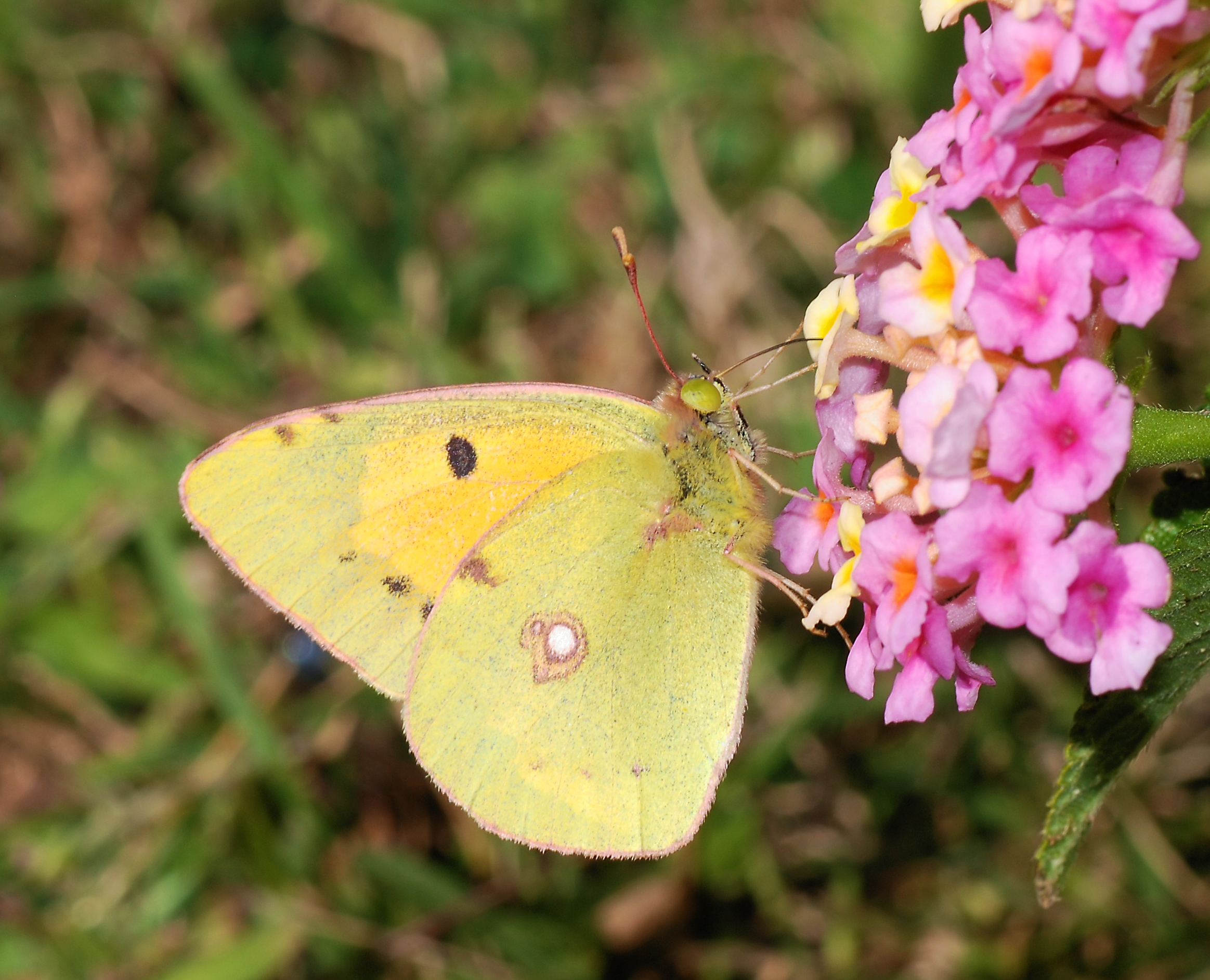
Mariposa pieridae Colias sp.

Muchos Lepidópteros, o sea las mariposas, mariposas nocturnas y polillas, también son polinizadores. En general, las flores polinizadas por lepidópteros son tubulares, adaptadas al aparato bucal de las mismas. Sus órganos bucales forman un largo tubo especializado para libar el néctar de las flores, los adultos no pueden comer sólidos. Solo unas pocas especies de mariposas pueden también alimentarse con polen, y eso solamente después de disolver sus nutrientes con el néctar y absorberlos como líquidos. Algunas mariposas diurnas polinizan flores de plantas tales como la madreselva (Lonicera) y las lilas (Syringa).

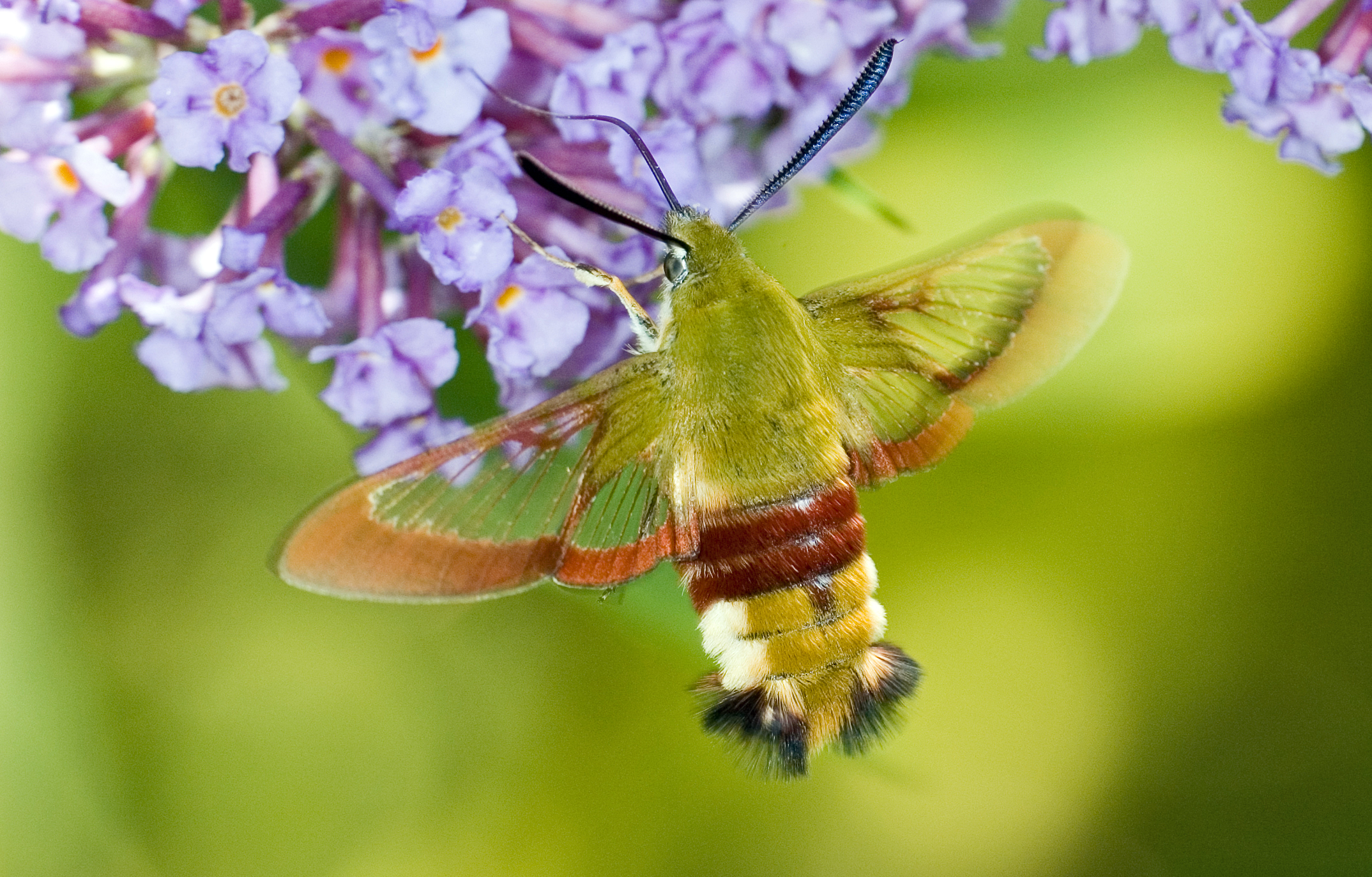
Hemaris fuciformis (Moro)

Las mariposas nocturnas polinizan flores que se abren de noche o al atardecer o amanecer como algunas de las familias Convolvulaceae y Caryophyllaceae. Las familias de mariposas nocturnas Noctuidae, Geometridae y Sphingidae contienen muchas especies de polinizadores.
Un caso interesante de polinización por polillas es el de la yuca y de la polilla Tegeticula de la familia Prodoxidae. Las yucas son polinizadas específicamente por especies de estas polillas que depositan sus huevos en el ovario de la flor y luego visitan el pistilo y depositan polen, asegurando así la formación de semillas que alimentarán a sus crías.

### Coleoptera

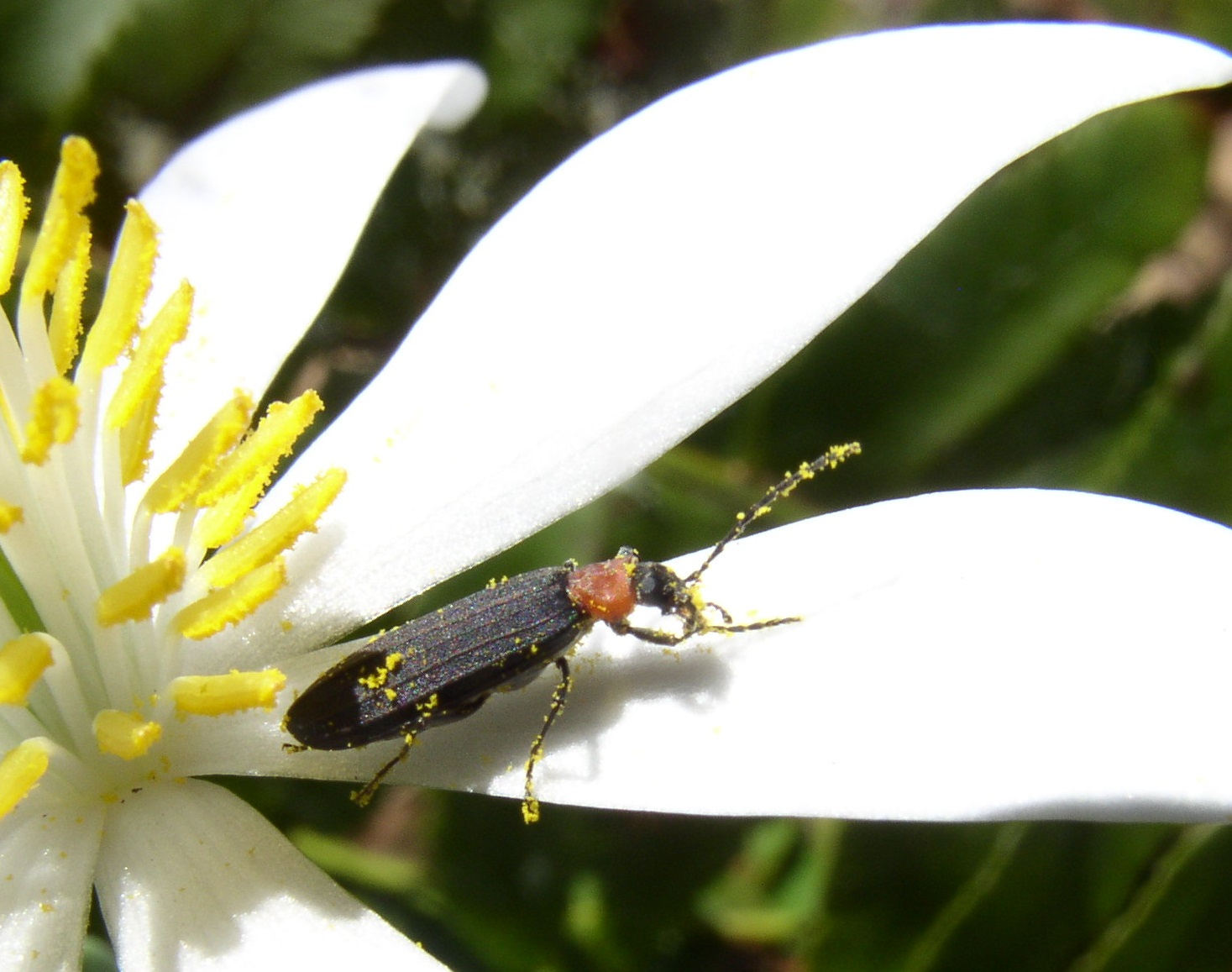
Escarabajo Asclera ruficollis

Los escarabajos están menos adaptados a la polinización que otros insectos, sus piezas bucales son masticatorias y no son adecuadas para libar néctar. Sin embargo, son importantes polinizadores de ciertas plantas, especialmente en regiones tropicales o de climas áridos y cálidos. A veces causan considerable daño a las flores cuando las visitan. Los óvulos de flores polinizadas por escarabajos están bien protegidos. Es posible que algunos de los primeros polinizadores, cuando se desarrolló por primera vez esta relación, hayan sido escarabajos. Algunas plantas como las amapolas, magnolias, nenúfares, etc., son polinizadas por escarabajos.

### Otros insectos
Otros grupos de insectos, por ejemplo Thysanoptera, también polinizan flores, pero lo hacen muy raramente.

### Aves

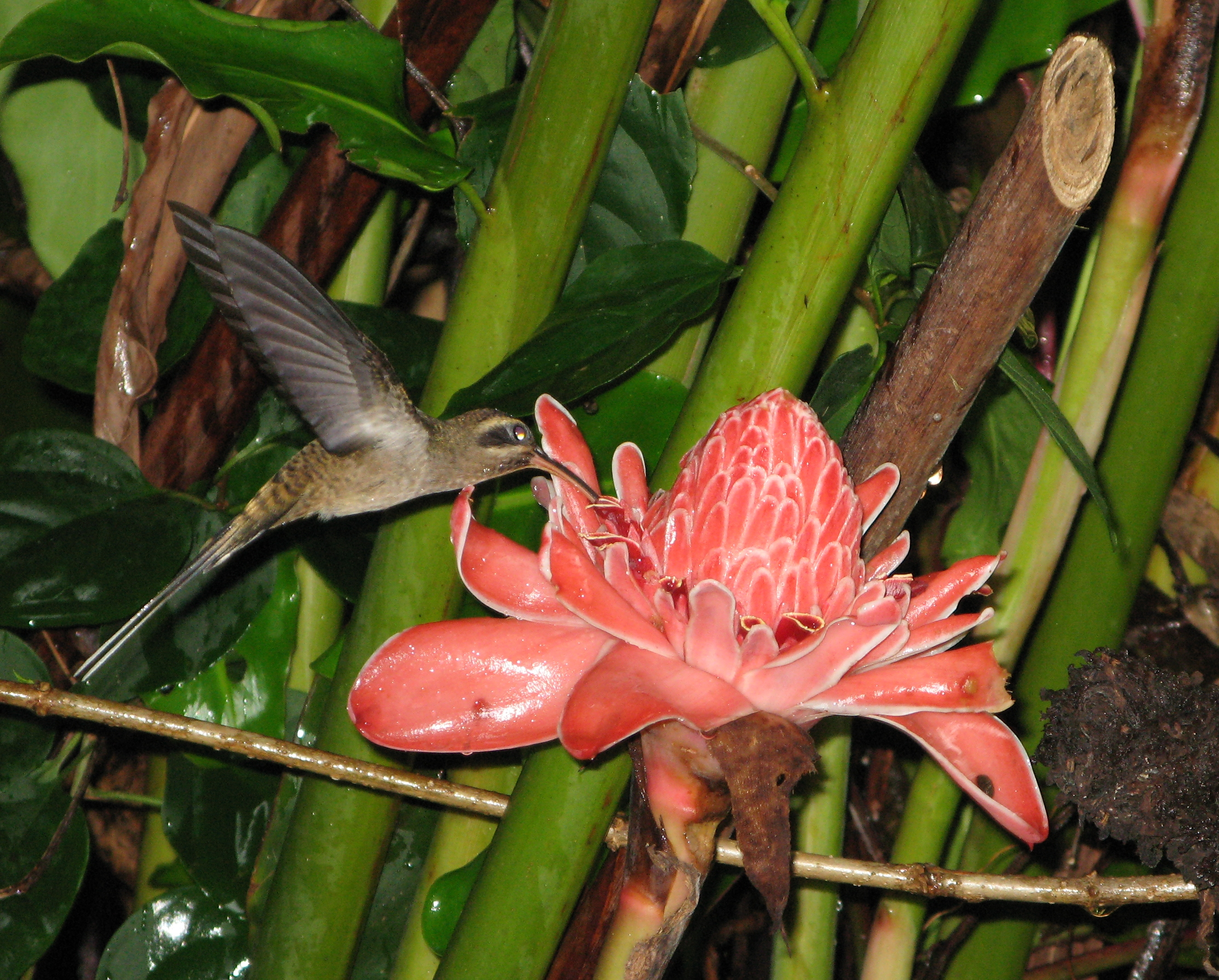
Phaethornis longirostris, Bahía Drake Costa Rica

Entre los pájaros, los polinizadores más comunes, especialmente en América tropical, son los colibríes o picaflores cuyos picos y lenguas están adaptados a beber el néctar de flores tubulares o en forma de trompeta. Los melífagos de Australia y Nueva Zelanda y los pájaros sol de África también son polinizadores.

### Mamíferos
Entre los mamíferos que sirven de polinizadores podemos encontrar tanto a mamíferos voladores como los murciélagos, como mamíferos no voladores, por ejemplo algunos marsupiales arbóreos y roedores que polinizan varias especies en Australia y Sudáfrica; marsupiales en Australia; lémures en Madagascar; o los micos en el Amazonas que polinizan algunas especies de la Familia Bombacaceae como Ceiba pentandra, Matisia cordata y Ochroma pyramidale.
Los murciélagos son polinizadores de un número de flores que se abren de noche, tienen un fuerte aroma y producen abundante néctar, por ejemplo muchos tipos de cactus, el palo borracho y otras. Algunos otros vertebrados, tales como lémures, monos y algunos roedores visitan flores y efectúan la polinización.
Hablando en sentido amplio los ratones polinizan mayormente flores color blanco-rosado con un aroma tenue, que abren de día o de noche y producen mucho néctar (Rodentofilia).
Un ejemplo más sobre polinización de mamíferos no voladores es el caso de la rata Oryzomys devius que poliniza la epífita Blakea chlorantha, en Costa Rica, planta con flor verde con mucho néctar que abre de noche. El polen salta explosivamente a la cara del roedor.

## Síndromes florales
Es posible agrupar a diversas flores en síndromes florales según su estructura y según el tipo de polinizadores de que se sirven.
Se habla de síndromes de polinización o florales cuando existe una relación entre las características de la flor y el vector de polinización. Los síndromes florales generales han sido identificados sobre la base de observaciones directas de la polinización. Raras veces los mutualismos entre el vector de polinización y la planta son de una sola especie vegetal con un solo vector por lo cual los síndromes se refieren a los vectores principales, aunque existen casos de flores más especializadas que otras respecto al vector (Véase Xanthopan morganii praedicta). Igualmente, algunos polinizadores son altamente especializados.

## Galería de polinizadores

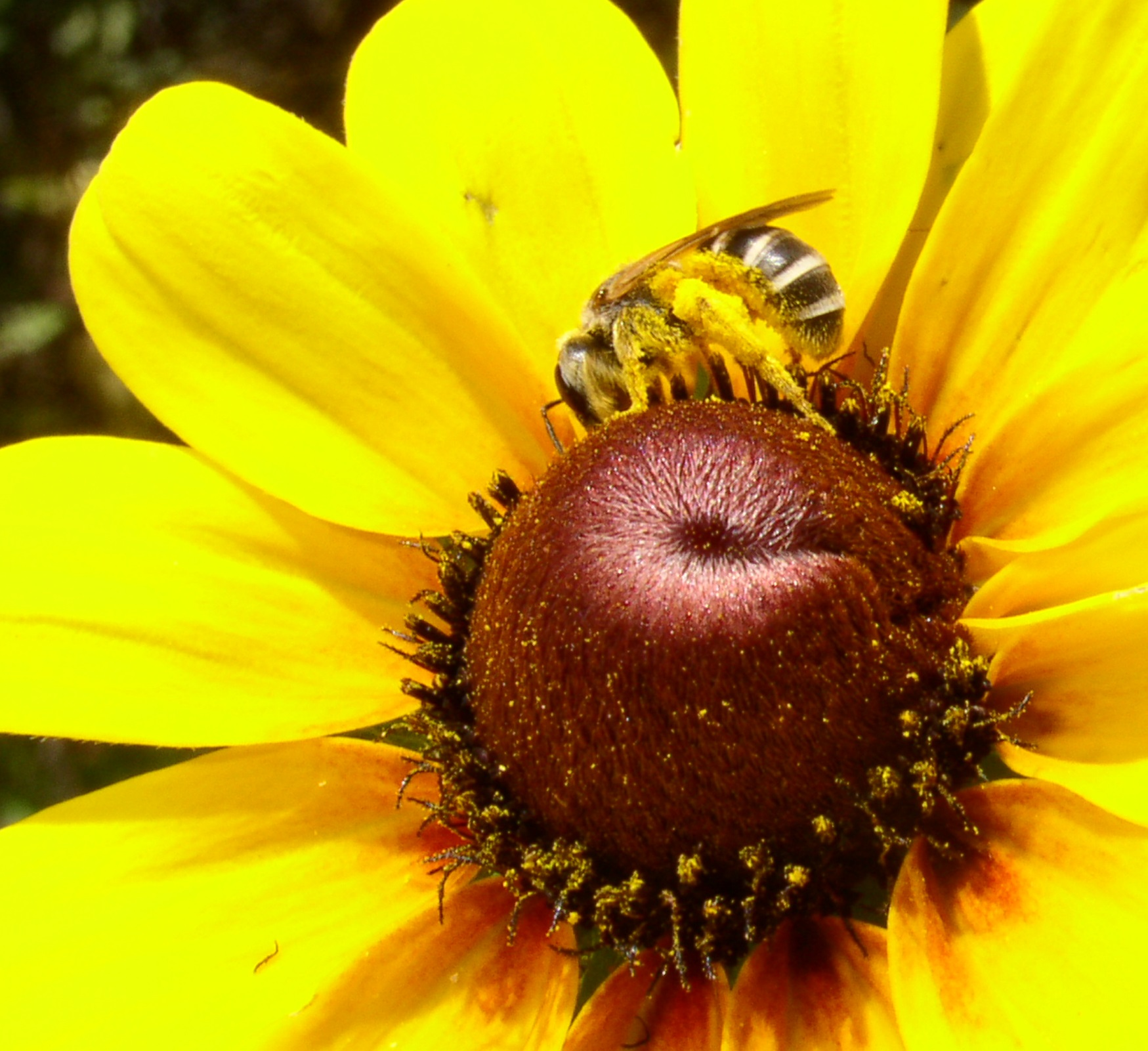
Abeja Halictidae Halictus sp.
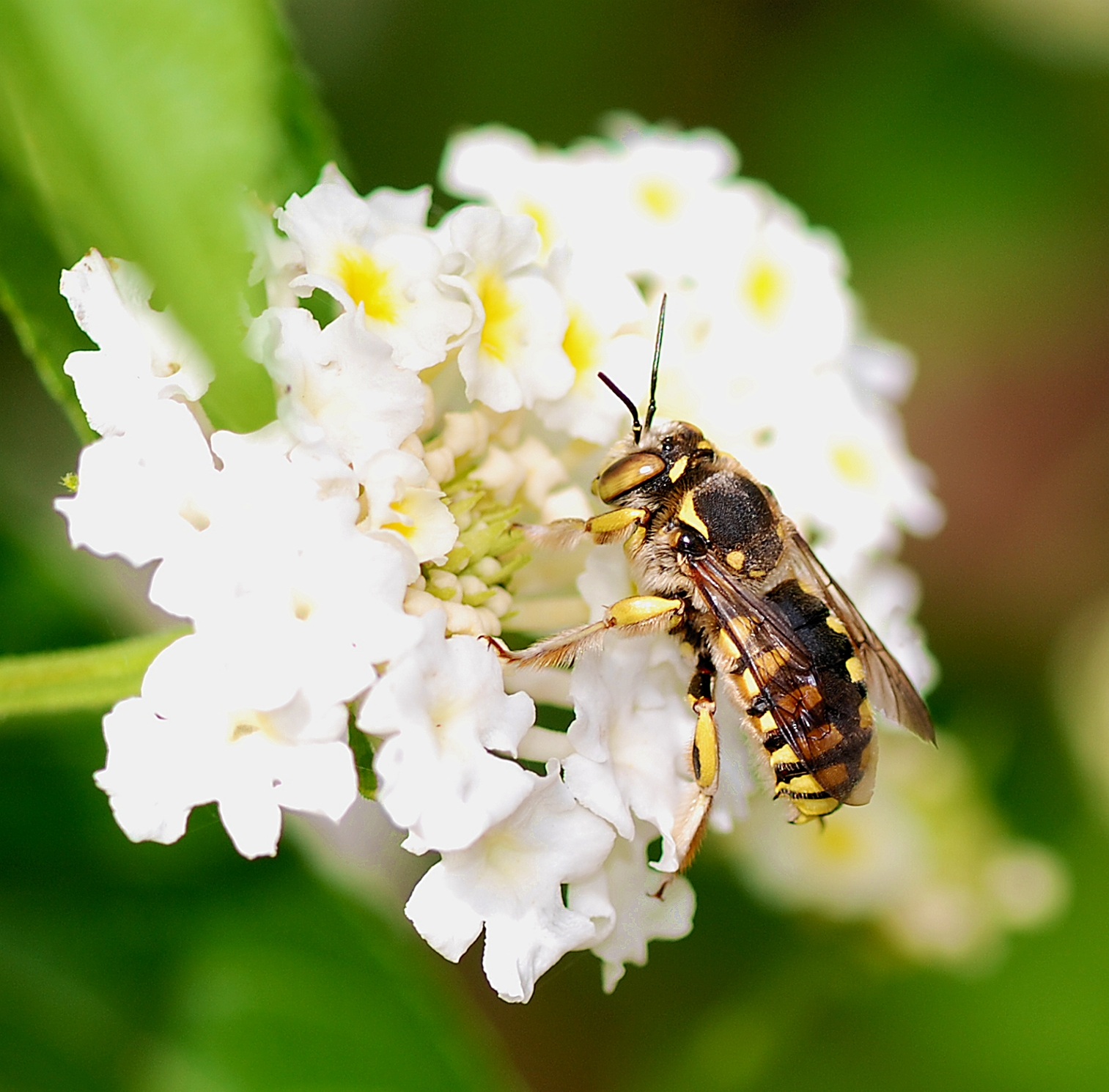
Abeja Megachilidae Anthidium florentinum.
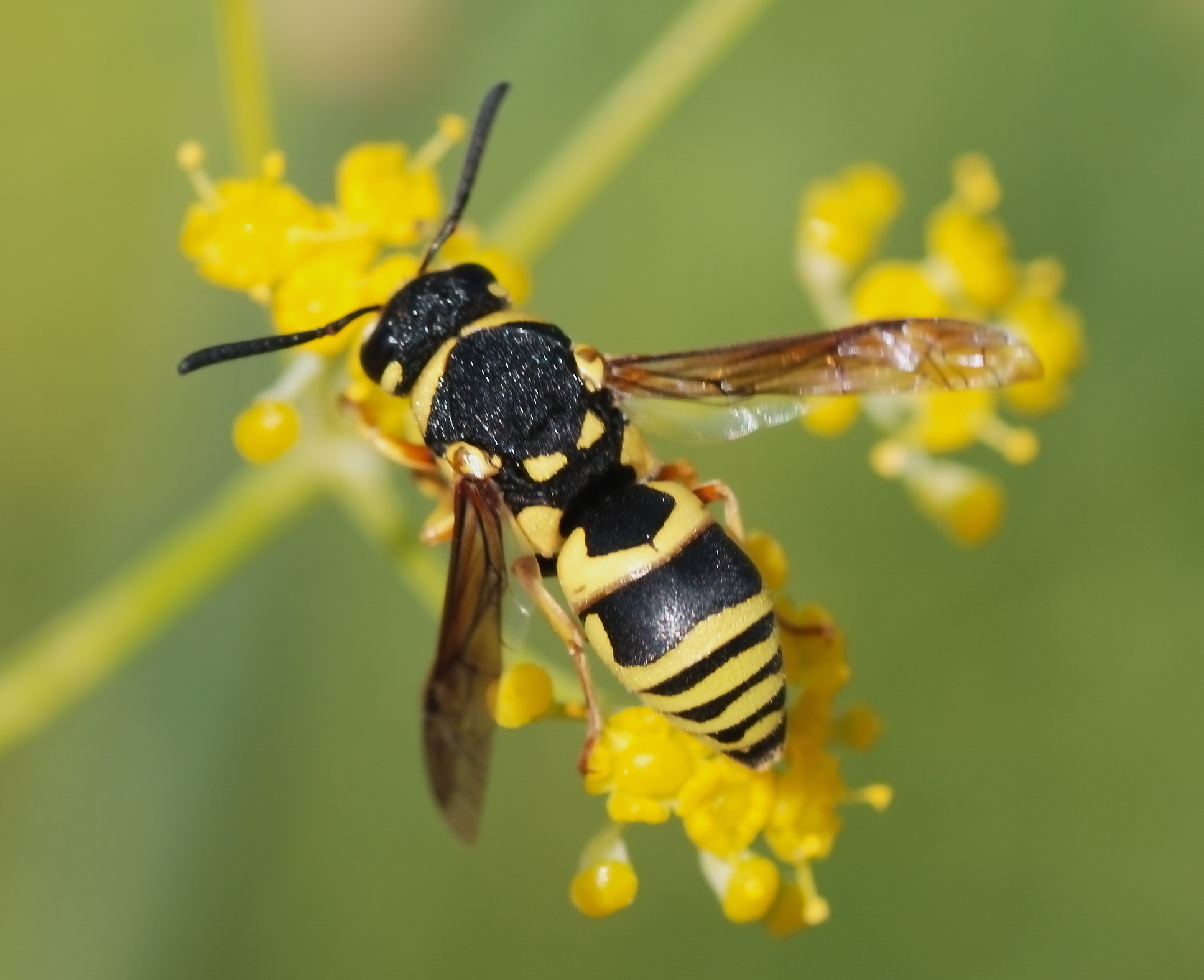
Avispa alfarera o Eumeninae.
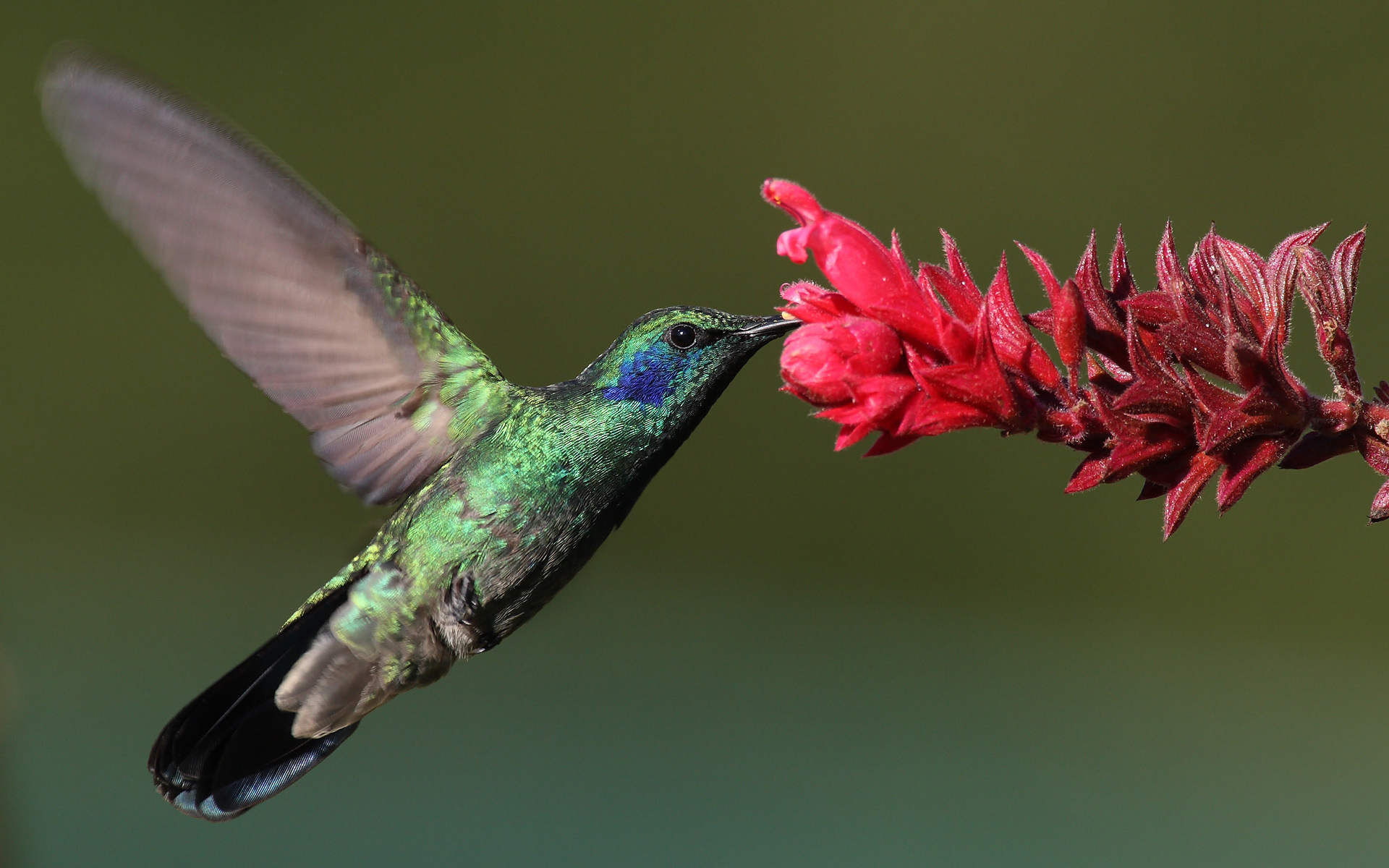
Colibri thalassinus, Panamá.
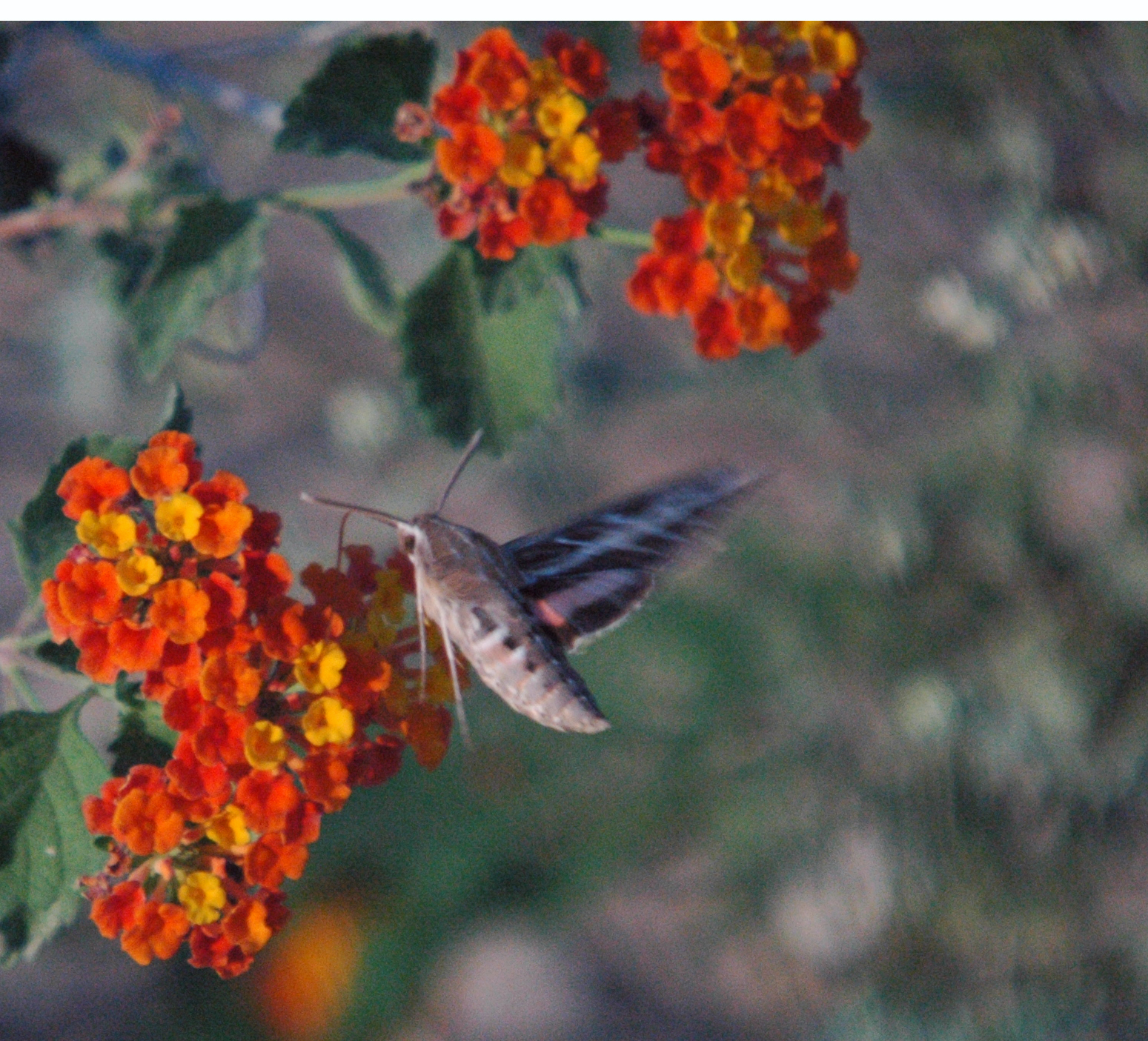
Esfíngida Hyles lineata.
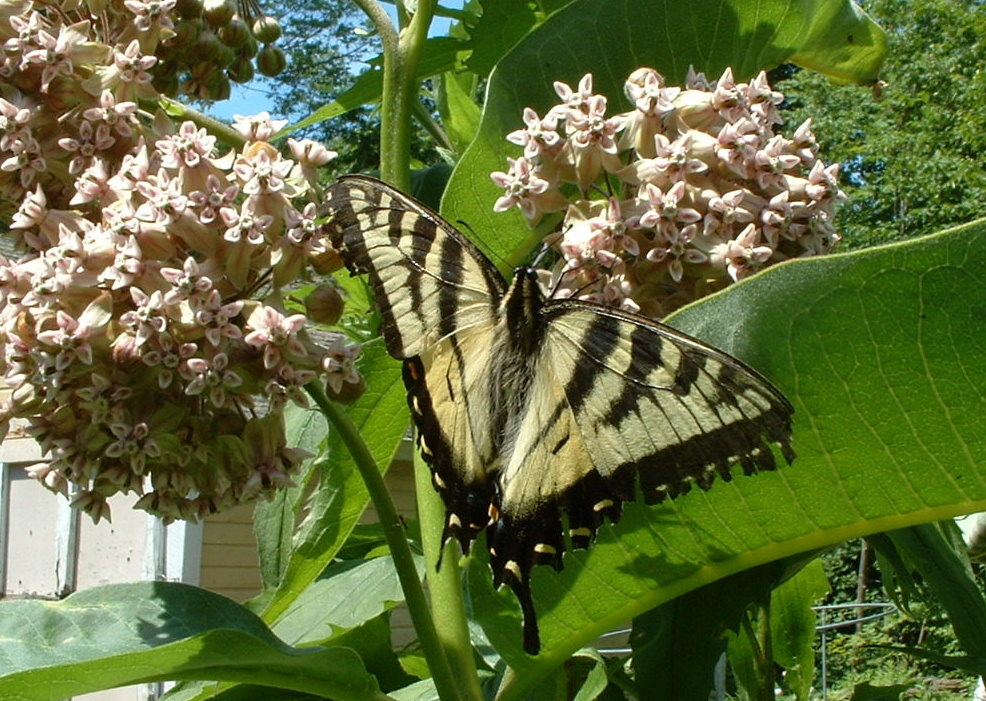
Mariposa Papilio glaucus.
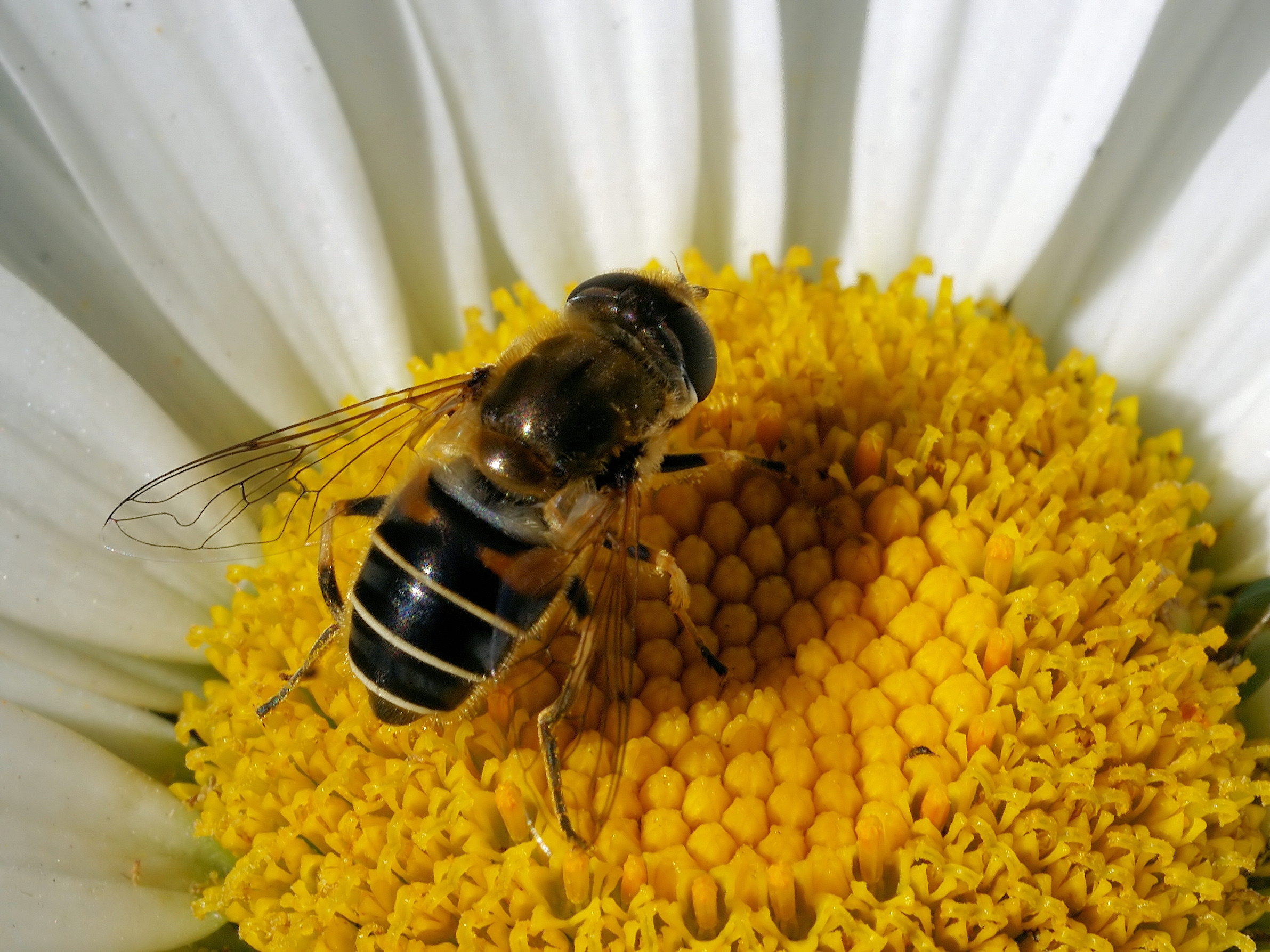
Mosca Syrphidae, Eristalis arbustorum en margarita.
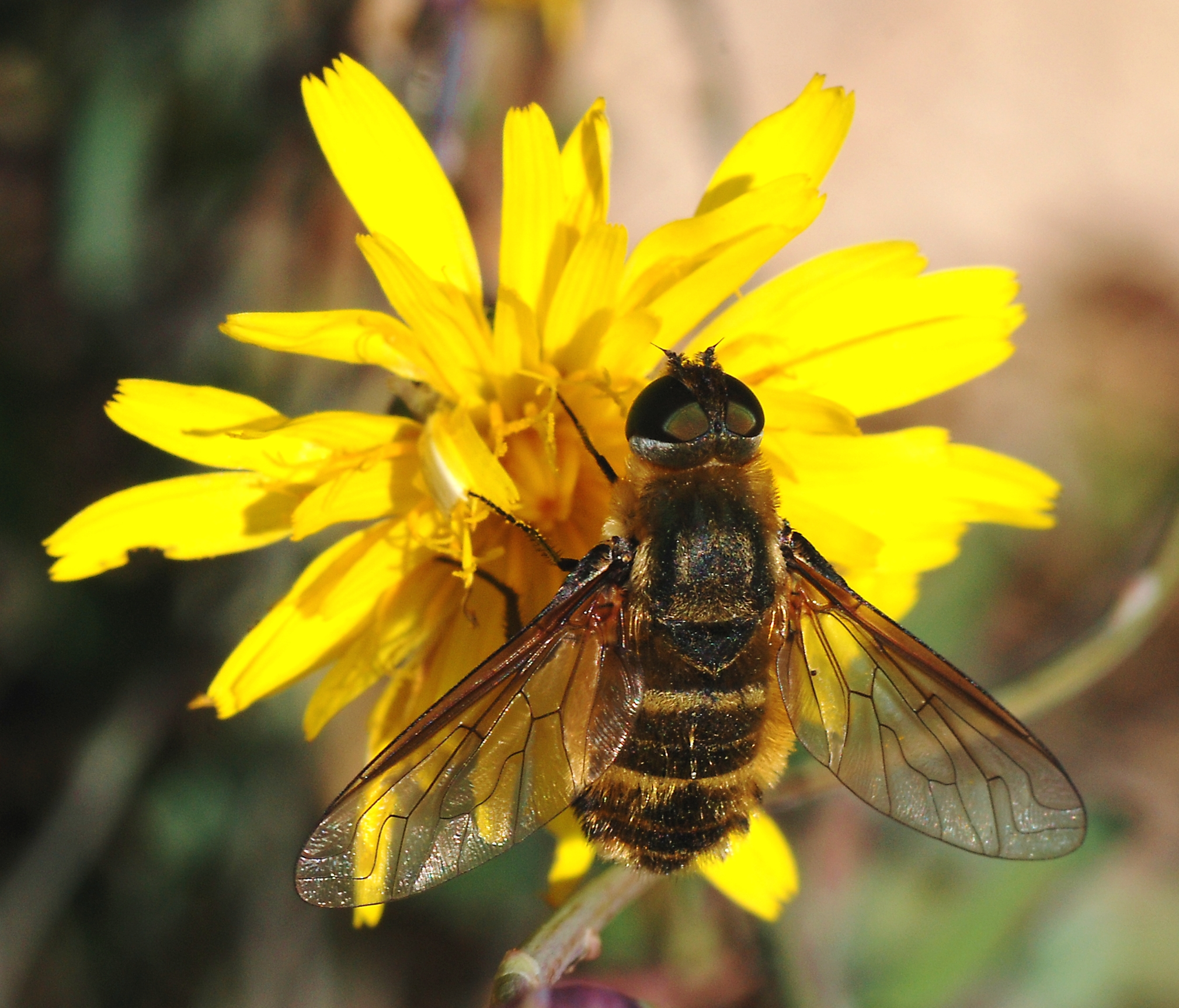
Mosca de la familia Bombyliidae Villa sp.
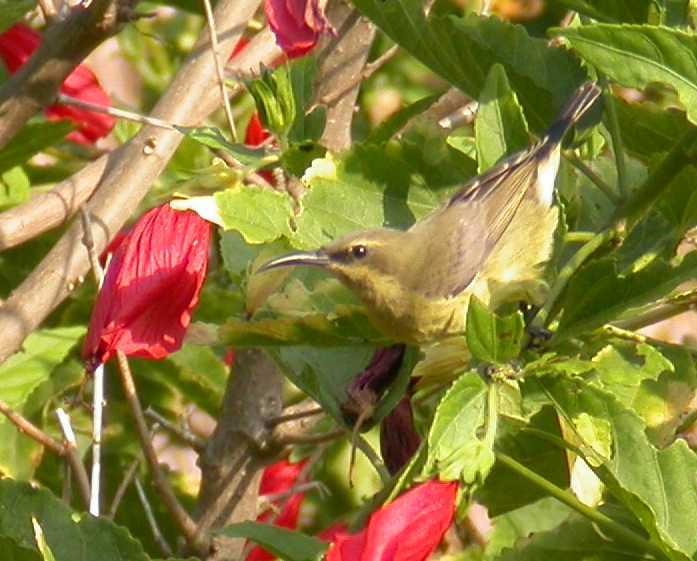
Pájaro del sol Nectarinia cuprea hembra, Uganda.
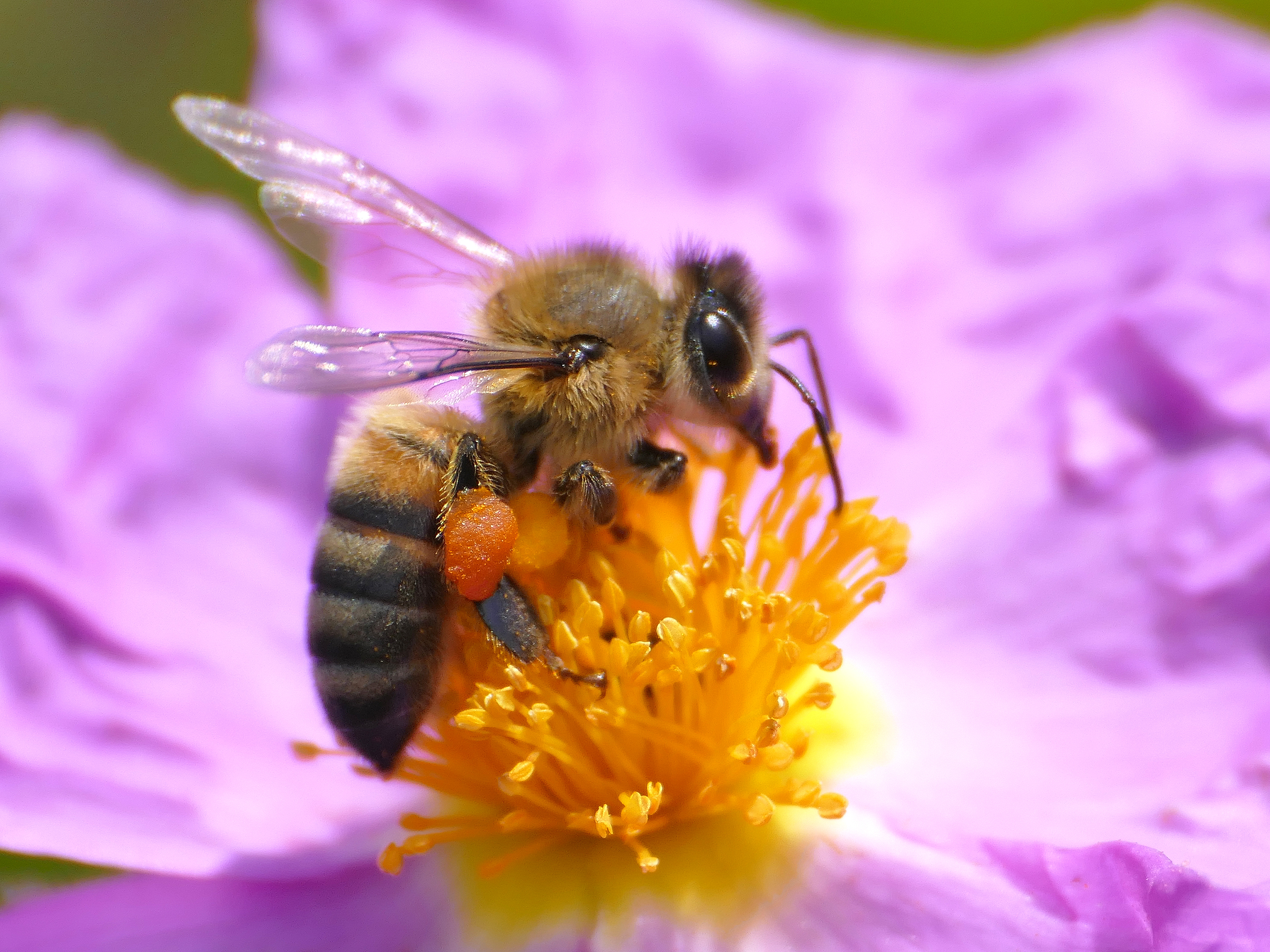
Abeja doméstica (Apis mellifera).